# ويلي هانسن
ويلي هانسن (بالدنماركية: Willy Falck Hansen)‏ مواليد 4 أبريل 1906 في هيليسينكور - الوفاة 18 مارس 1978 في براشوف، كان دراج دانمركي. سبق أن شارك في دورة الألعاب الأولمبية الصيفية وفاز بميدالية أولمبية.

## الميداليات
| الميدالية | المسابقة                       |
| --------- | ------------------------------ |
| ذهبية     | الألعاب الأولمبية الصيفية 1928 |
| فضية      | الألعاب الأولمبية الصيفية 1924 |

## روابط خارجية
- ويلي هانسن على موقع أرشيف الدراجات (الإنجليزية)
- ويلي هانسن على موقع CycleBase (الإنجليزية)
- ويلي هانسن على موقع اللجنة الأولمبية الدولية (الإنجليزية)
- ويلي هانسن على موقع أوليمبيديا (الإنجليزية)